# Liste der Nummer-eins-Hits in Schweden (1988)
Diese Liste enthält alle Nummer-eins-Hits in Schweden im Jahr 1988. Es gab in diesem Jahr 13 Nummer-eins-Singles und neun Nummer-eins-Alben.
| Singles | Alben |
| --- | --- |
| - Rick Astley – Whenever You Need Somebody - 4 Wochen (9. Dezember 1987 – 5. Januar 1988) - Triad – Tänd Ett Ljus - 2 Wochen (6. Januar – 19. Januar) - Pet Shop Boys – Always on My Mind - 2 Wochen (20. Januar – 2. Februar) - Belinda Carlisle – Heaven Is a Place on Earth - 2 Wochen (3. Februar – 16. Februar) - Tone Norum & Tommy Nilsson – Allt Som Jag Känner - 10 Wochen (17. Februar – 26. April) - Tommy Nilsson – Maybe We’re About to in Love - 4 Wochen (27. April – 24. Mai) - Alien – Only One Woman - 6 Wochen (25. Mai – 5. Juli) - Sanne Salomonsen M. Fl. – Den Jeg Elsker Jeg - 2 Wochen (6. Juli – 9. August) - Europe – Superstitious - 6 Wochen (10. August – 20. September) - Yazz & The Plastic Population – The Only Way Is Up - 2 Wochen (21. September – 4. Oktober) - Koreana – Hand in Hand - 6 Wochen (5. Oktober – 15. November) - Mauro Scocco – Sara - 6 Wochen (16. November – 27. Dezember) - Mikael Rickfors – Vingar - 4 Wochen (28. Dezember 1988 – 24. Januar 1989) | - Agnetha Fältskog – I Stand Alone - 8 Wochen (9. Dezember 1987 – 2. Februar 1988) - Johnny Hates Jazz – Turn Back the Clock - 2 Wochen (3. Februar – 16. Februar) - Orup – Orup - 14 Wochen (17. Februar – 24. Mai) - Prince – Lovesexy - 4 Wochen (25. Mai – 21. Juni) - Rod Stewart – Out of Order - 9 Wochen (22. Juni – 23. August) - Europe – Out of This World - 6 Wochen (24. August – 4. Oktober) - Bon Jovi – New Jersey - 2 Wochen (5. Oktober – 18. Oktober) - Mauro Scocco – Mauro Scocco - 2 Wochen (19. Oktober – 1. November) - Roxette – Look Sharp! - 14 Wochen (2. November 1988 – 7. Februar 1989) |